# Nicoya (geslacht)
Nicoya is een geslacht van kreeftachtigen uit de klasse van de Malacostraca (hogere kreeftachtigen).

## Soort
- Nicoya tuberculata Wicksten, 1987